# Radarstrijd

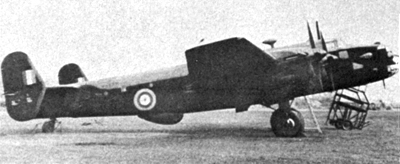
Een Britse Halifax-bommenwerper met onderaan de H2S-radar

De radarstrijd was een wapenwedloop in de Tweede Wereldoorlog tussen de geallieerden en de Duitsers rond radartechniek. Beiden zijden beschikten over een soortgelijke radar, maar de geallieerden waren een grote stap voor op dit elektronisch-technologisch gebied tegenover de asmogendheden.
In januari 1941 werd er een nieuw soort radar, dat kleiner en gemakkelijker te bedienen was, gemonteerd in vliegtuigen van het Britse RAF Coastal Command en op enkele Britse escorteschepen. Die vliegtuigen konden zo ook 's nachts, het moment dat de meeste aanvallen plaatsvonden, hun aandeel leveren in de jacht op vooral Duitse maar ook Italiaanse onderzeeërs. De escorteschepen hadden het voordeel dat ze een Duitse U-boot konden lokaliseren als die aan de oppervlakte voer en veilig was voor hun sonar. Ze konden de vijand rammen of dwingen te duiken, waarna ze hem met hun sonar konden opsporen en met dieptebommen vernietigen.
Terwijl de Britten op die manier hun technische kennis konden uitbuiten, bleef de ontwikkeling van de radar in Duitsland ver bij hen achter. Radar was oorspronkelijk een uitvinding van de Duitser Christian Hülsmeyer. Duitsland bezat sinds 1935 radartoestellen die met een golflengte van 50 cm werkten, maar de Duitse technici hadden geen vertrouwen in een verdere ontwikkeling van die apparatuur, en lieten na de mogelijkheid van een kortegolf-radar te onderzoeken. De gevolgen daarvan werden in 1940 en 1941 door Hitler nog erger gemaakt toen hij alle radarexperimenten lage prioriteit gaf en liet stopzetten.
Begin 1941 konden de Britten goed gebruik maken van hun nieuwe radarapparatuur toen ze patrouillevluchten begonnen te organiseren vanaf vliegbases op IJsland die het jaar daarvoor bezet waren door de geallieerden. De U-502, U-165, U-578, U-705 en U-751 werden met behulp van radar opgespoord en vernietigd. Toen de Duitsers een H2S radar vonden in een neergestorte Britse bommenwerper, ontwikkelden ze in allerijl de Naxos-radardetector.
De Home Fleet, waaronder HMS Hood en HMS Prince of Wales, viel  de Bismarck aan op 24 mei 1941, waardoor HMS Hood vernietigd werd. Daarna, in de fatale zeeslag voor het Duitse slagschip van 27 mei 1941, dachten de Britten dat de Duitsers zeer nauwkeurig konden richten op de Britse oorlogsschepen, met behulp van een vernieuwd Duits radar-geleidingssysteem in de mast, door hen een "matras"-radar genoemd. Deze radar had echter maar een beperkt waaier-bereik (de radar draaide niet rond), maar de Britten wisten toen op dat moment niet dat zij vóór stonden op de Duitsers op dit technologisch gebied.